# Skjoldenæsdysse 1
Der Skjoldenæsdysse 1 war eine megalithische Grabanlage der jungsteinzeitlichen Nordgruppe der Trichterbecherkultur im Kirchspiel Ferslev in der dänischen Kommune Frederikssund. Er wurde im 19. oder frühen 20. Jahrhundert zerstört.

## Lage
Das Grab lag nördlich von Vellerup Sommerby bei Skallehage. Nur wenig nördlich lagen die zerstörten Großsteingräber Skjoldenæsdysse 2 und Skjoldenæsdysse 3. In der näheren Umgebung gibt bzw. gab es zahlreiche weitere megalithische Grabanlagen.

## Forschungsgeschichte
Die Anlage wurde 1809 unter Schutz gestellt. Im Jahr 1873 führten Mitarbeiter des Dänischen Nationalmuseums eine Dokumentation der Fundstelle durch. 1880 wurde ein Fund aus dem Grab geborgen. Bei einer weiteren Dokumentation im Jahr 1942 waren keine baulichen Überreste mehr auszumachen.

## Beschreibung

### Architektur
Die Anlage besaß eine nordnordost-südsüdwestlich orientierte rechteckige Hügelschüttung mit einer Länge von etwa 8 m und einer Breite von etwa 4 m. Von der Umfassung waren 1873 noch sieben an der westnordwestlichen und sechs an der ostsüdöstlichen Langseite sowie jeweils drei an den Schmalseiten erhalten. 1,8 m vom nordnordöstlichen Ende des Hügels befand sich eine Grabkammer, die wahrscheinlich als Urdolmen anzusprechen ist. Sie war nordnordost-südsüdwestlich orientiert, mannslang und hatte einen rechteckigen Grundriss. Nach einem Bericht von 1809 bestand die Kammer aus drei Wandsteinen, auf denen ein Deckstein ruhte.

### Funde
1880 wurde ein eisernes Schwert aus dem Grab geborgen und dem Dänischen Nationalmuseum übergeben.